# Jarom (imię)

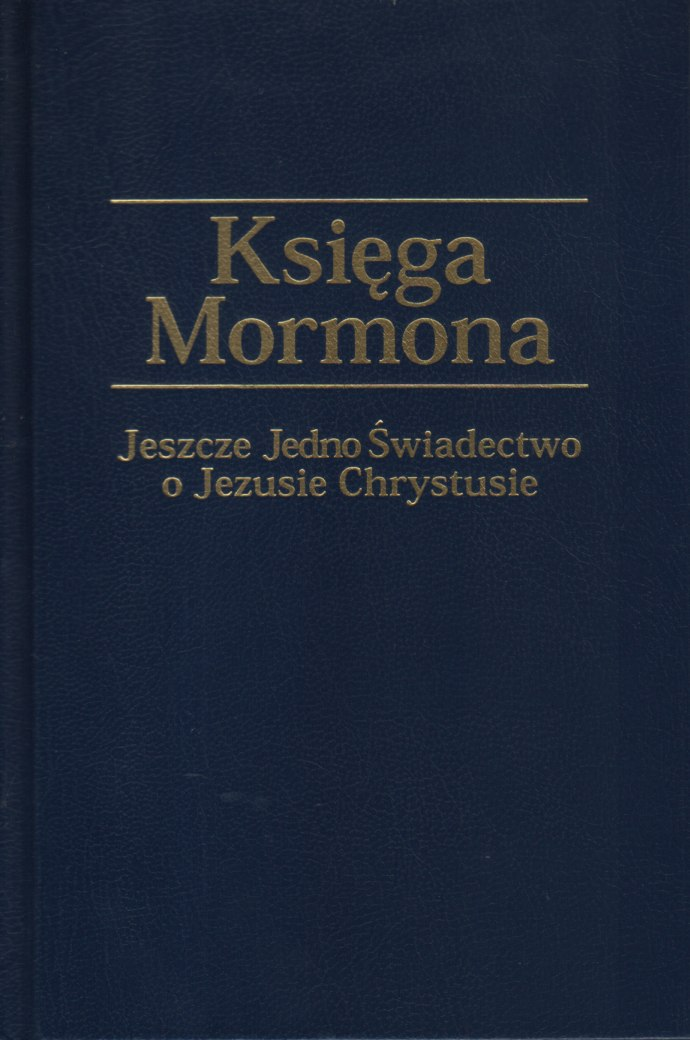
Księga Mormona, jedno z mormońskich pism świętych i jednocześnie tekst, z którego pochodzi imię Jarom

Jarom (deseret 𐐖𐐁𐐡𐐊𐐣) – imię męskie występujące w wyznaniach należących do ruchu świętych w dniach ostatnich (mormonów).

## Pochodzenie
Pochodzi z Księgi Mormona, jednego z pism świętych przynależnych do kanonu tej tradycji religijnej. Nosił je w tym tekście neficki skryba i historyk mający żyć w V i IV wieku p.n.e..

## Występowanie i popularność
Wśród świętych w dniach ostatnich jest popularnym i dość chętnie wybieranym imieniem. Mimo tego nie pojawia się w prowadzonym przez Kościół rejestrze wczesnych misjonarzy, obejmującym okres między 1830 a 1940. Często spotyka się je w zdominowanym przez mormonów stanie Utah, choć szczyt jego popularności tamże przypadł na 1976. Jako imię specyficznie mormońskie znalazło odbicie w kulturze Kościoła, z którego wierzeń wyrosło. Artykuł na łamach pisma „Friend” z maja 1994 wskazuje choćby, że imię zaczerpnięte z Księgi Mormona może być powodem do dumy oraz wywierać pozytywny wpływ na życie duchowe noszącego je człowieka. 
Kościół Jezusa Chrystusa Świętych w Dniach Ostatnich zachęca swoich wiernych, by uznawali się za misjonarzy, obojętnie, czy otrzymali w tym względzie formalnie powołanie, czy też nie. Wspólnota ta od 1923 używa sloganu każdy członek jest misjonarzem. W tym kontekście niektórzy używają imion, w tym imienia Jarom, jako narzędzia pracy misyjnej. Badania wykazały, że bywa ono postrzegane jako na tyle niestandardowe, iż może dać zainteresowanym powód do pytań o Kościół.
Międzynarodowa ekspansja mormonizmu przyczyniła się do pojawienia się imienia Jarom również poza granicami Stanów Zjednoczonych. Występuje chociażby wśród nowozelandzkich Maorysów (w zapisie Haroma). Wspomina się je również ogólnie w kontekście typowej dla mormonów tendencji do nadawania dzieciom nietypowych imion.